# Костиков Валерій Павлович
Валерій Павлович Костиков (рос. Валерий Павлович Костиков; * 28 лютого 1943, Москва) — радянський футболіст. Нападник і півзахисник, грав за «Динамо» (Мінськ) і «Карпати» (Львів). Майстер спорту СРСР (1961).

## Кар'єра
Вихованець ФШМ (Москва). Виступав за дублюючі склади ЦСКА (Москва) і «Спартака» (Москва). У 1961 році у складі «Спартака» виграв першість СРСР серед дублерів. Потім виступав за команди «Динамо» (Мінськ) і «Карпати» (Львів).
Грав за хокейну команду «Спартак» (Москва).